# Spiricoelotes anshiensis
Espèce
Spiricoelotes anshiensis est une espèce d'araignées aranéomorphes de la famille des Agelenidae.

## Distribution
Cette espèce est endémique du Jiangxi en Chine,. Elle se rencontre dans la grotte Anshi à Shacun à Ji'an.

## Description
Le mâle holotype mesure 5,59 mm et la femelle paratype 7,68 mm.

## Étymologie
Son nom d'espèce, composé de anshi et du suffixe latin -ensis, « qui vit dans, qui habite », lui a été donné en référence au lieu de sa découverte, la grotte Anshi.

## Publication originale
- Chen, Zhao & Li, 2016 : Six new species of the spider genus Spiricoelotes species (Araneae, Agelenidae) from caves in Jiangxi, China. ZooKeys, no 561, p. 1-19 (texte intégral).